# Herdenkingsmonument "Bloemen tegen het vergeten"
Het herdenkingsmonument of oorlogsmonument Bloemen tegen het vergeten is een monument gelegen op de Site Lange Max nabij de bedding van Lange Max.

## Ontwerp
Het monument "Bloemen tegen het vergeten", nabij de bedding van Lange Max, komt niet van één kunstenaar, maar is een ontwerp en resultaat van vele uren overleg door het voltallig bestuur van Lange Max vzw en medewerkers van de herdenkingsdag '100 jaar Lange Max'.

## Symboliek
De opbouwende symbolische elementen voor het monument zijn:
- Het onderste deel van een projectiel symboliseert het oorlogsgeweld.
- De vier staven die samenkomen tot één punt geven de granaat vorm en staan voor de vier oorlogsjaren.
- De bloemen zijn vergeet-mij-nietjes en verwijzen naar de bloemensymboliek van de Duitsers.
- Aan de hand van de bloemensoort moeten wij de gruwel van de oorlog blijven herinneren.

Met de bijhorende gedenkplaat krijgt de bezoeker een minimum aan historische informatie, maar wordt vooral een vredesboodschap gegeven dat "alleen de dialoog tussen mensen een halt kan toeroepen aan alle oorlogsgeweld".
De bloemenacties van de Volksbund zijn inspirerend voor de titel “Bloemen tegen het vergeten”.
Onderaan, aan de sokkel van het monument, liggen brokstukken van beton en enkele ijzerstaven die door het laten vallen willekeurig verspreid zijn en verhard werden beton. De brokstukken en het ijzer komen origineel van de Pommern batterij.

## Geschiedenis
Het monument werd op 24 juni 2017 ingehuldigd door Eddy Willaert (Lange Max Museum) en Noël Vandecasteele (Lange Max Museum) in het bijzijn van ere-gouverneur en Commissaris-generaal herdenking Eerste Wereldoorlog Paul Breyne. Tijdens de plechtigheid kwamen ook nog andere personaliteiten aan het woord, o.a.: gemeente Koekelare, Rudy Willaert (Lange Max Museum), Gerdi Staelens (Lange Max Museum) en Dirk Demeurie (Museum aan de IJzer). De plechtigheid maakte deel uit van het Herdenkingsweekend 100 jaar Lange Max (24 & 25 juni). Op 27 juni vuurde Lange Max zijn eerste granaat af richting Duinkerke.
Tijdens de onthulling van het monument was een cameraploeg van VRT aanwezig die 's avonds tijdens het journaal de beelden nationaal en regionaal uitzonden. (o.l.v. Tijs Mauroo) en Focus-WTV.